# Comté de Genève
Pour les articles homonymes, voir Genève (homonymie) et Genevois (province).
avant le XIe siècle
probablement au IXe siècle – 1401
1416
Entités précédentes :
- Royaume d'Arles
- Bourgogne transjurane

Entités suivantes :
- États de Savoie :
- Duché de Savoie (Apanage de Genevois)

Le comté de Genève, parfois improprement appelé comté de Genevois, désigne une principauté (principatus) du Saint-Empire. Son territoire s'étendait aux terres autour de la cité de Genève, correspondant approximativement au canton suisse homonyme et à la province historique du Genevois en Haute-Savoie (France). Le comté disparaît à la suite de son achat, en 1401, par le comte voisin, Amédée VIII de Savoie. Il devient à partir de 1416 un apanage savoyard.

## Géographie

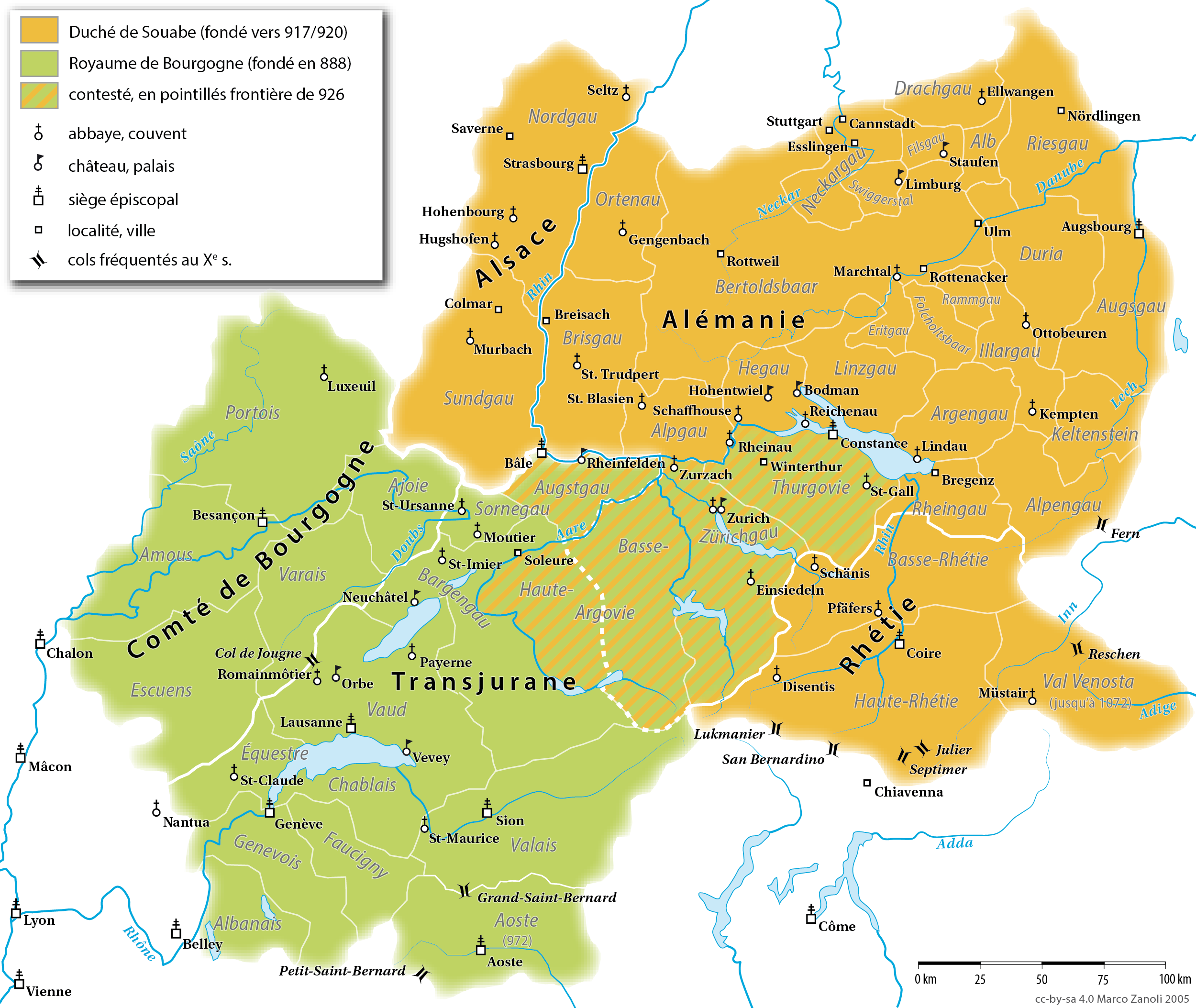
Carte du royaume de Haute-Bourgogne (en vert) et le pagus major Genevensis, vers l'an 1000.

Vers le VIe siècle, Genève devient le centre d'un pagus, le pagus major Genevensis ou Comitatus Genevensis, comprenant une partie du diocèse de Genève. L'historien Paul Guichonnet rappelle dans son article consacré à la maison de Genève que la traduction de comes gebennensis est « comte de Genève ». Il rappelle que la forme « comte de Genevois » bien que répandue est fausse,.
À l’époque rodolphienne, le pagus Genevensis est constitué par le pagus Albanensis ou Albanais ; le pagus Caput lacensis qui correspond au Vieux Chablais ; pagus Verrumensis ou Verromeis (Valromey) ; le pagus Equestricus ou comté équestre et le pagus Dumbensis ou Bresse.
Les droits des comtes de Genève s'étendent sous la rive gauche du Rhône, entre les cités de Genève et de Seyssel. L'ensemble correspond aux environs de Genève, les territoires de la Sémine, l'Albanais, le val du lac d'Annecy ainsi que les vallées de Thônes et la région de la Roche-sur-Foron. La charte de fondation du prieuré de Chamonix de 1090 atteste également des droits sur le Faucigny et le traité de Seyssel de 1124 éventuellement des droits sur le pays de Gex, se trouvant sur la rive droite du fleuve.
Le comté est délimité au nord par le lac Léman ; à l'est, le territoire du Faucigny, avec les Bornes comme frontière, et dont les seigneurs étaient vassaux des comtes ; au Sud, la Savoie — pagus Savogensis (comté de Savoie ou encore Sabaudia ou Savoie Propre) —, à l'ouest, le pays de Gex, dont les seigneurs dépendent des comtes.
Le comté de Genève devient l'apanage de Genevois, à la suite de l'acquisition du comté par la maison de Savoie, celui-ci correspond aux limites du comté en 1401, en retirant cependant les mandements de Rumilly, Hauteville et Sallenôves, mais aussi surtout la cité de Genève et ses alentours (notamment les châtellenies de Ternier, de Viry et de Gaillard).

## Histoire
Si l'origine des premiers comes Gebennensis — comte de Genève — est douteuse, mais attestée à partir du XIe siècle. La mention d'un « comté de genève » (pagus ou comitatus Genevensis) remonterait au IXe siècle. Avec le partage de l’Empire (traité de Verdun, 843), la cité de Genève est attribuée au royaume de Lothaire Ier, et dont le fils, Lothaire II, cède les droits, en même temps qu'avec les cités voisines de Lausanne et Syon, en 859, à l'empereur Louis II le Germanique,. À partir de 1034, le comté relève du Saint-Empire.
Les comtes de Genève contrôlent un territoire important des Préalpes. Mais il faut relativiser cette domination. Le pouvoir temporel sur la cité genevoise leur échappe à la faveur des évêques de Genève, placé sous la suzeraineté de l'empereur du Saint-Empire romain germanique. Il est d'ailleurs le supérieur féodal du comte de Genève. Les seigneurs de Genève, qui ne possèdent que deux districts en périphérie de Genève avec les bailliages de Gaillard et de Ternier, ne détiennent que les pouvoirs d'avoué — « défenseur civil et armé de l'Église » — et celui d'exécutant des sentences criminelles (haute-justice). Toutefois, ceux-ci possédaient une propriété dans la ville avec le château de Genève dit du Bourg-de-Four (aujourd'hui disparu).
De nombreuses tensions apparaissent donc entre les deux autorités avec des règlements entre 1124 et 1219, où les comtes tentent de regagner le pouvoir temporel sur la cité, mais sans succès. Le 10 octobre 1219, à Desingy, Aymon de Grandson obtient l'hommage de Guillaume II de Genève pour le comté, alors que Humbert de Genève, son frère aîné, est encore comte. Il confisque ainsi le pouvoir et le transmet à ses fils, tandis que les fils de son frère, Pierre et Ebal, émigrent en Angleterre et meurent sans descendance. Il semble qu'à cette période, le comte établit définitivement sa capitale dans la cité d'Annecy.
En 1369, l'empereur Charles IV déclare que le comté de Genève, un principatus, est un fief d'Empire, excluant toutes autres relations féodales. Sans le reconnaître officiellement, le comte est perçu comme un prince d'Empire. L'empereur l'avait cependant déjà qualifié d'« illustratis » en 1358.
Le comté de Genève passe, à la mort du comte Robert (1394), à la branche parente de Thoire et Villars. Humbert de Villars hérite du titre en 1394, puis Odon de Villars en 1400,. Ce dernier vend pour 45 000 francs d'or le comté au comte Amédée VIII de Savoie, le 5 août 1401, le faisant entrer définitivement dans leurs apanages,,. Le comte de Savoie ne récupère l'ensemble des châtellenies qu'en 1411 en raison de contestations de cette vente.

## Noblesse: les comtes de Genève et leurs vassaux
À partir du milieu du XIe siècle, dix-sept comtes se succèdent, bien qu'auparavant certains comtes sont mentionnés sans toutefois pouvoir prouver la filiation avec ceux qui forment la dynastie des Géroldiens, plus couramment appelée maison de Genève,. Le dernier Robert, fait pape en 1378, hérite en 1392 du titre avant de mourir deux ans plus tard,. Son neveu, le seigneur Humbert de Villars reprend le titre jusqu'à sa mort. Sans descendance, c'est son oncle, Odon de Villars, qui hérite du titre et le revendra à Amédée VIII, duc de Savoie, pour 45 000 francs d'or.
Parmi les grands feudataires (vassaux) des comtes de Genève, on trouve les seigneurs de Viry, de Gex, de La Roche, de Mornex, de Ternier, de Gaillard ou encore d'Etrembières.
Un vieux dictons souligne : « Terny (Ternier), Viry, Compey sont les meillous maisons du Genevey, Salenove (Sallanuvaz) e Menton ne les craignons/cedons pas d'un bouton »,,,.

## Organisation
L'organisation du comté en châtellenies, appelées également mandement (mandamentum), remonte au XIIIe siècle. On estime à environ leur nombre à une trentaine, au sein du comté, sachant que les comtes disposaient également de châtellenies en Bugey, en Grésivaudan ou encore en Dauphiné,. Le comte est ainsi représenté par un châtelain pour la gestion de ses fiefs, il accumule en effet les « attributions juridiques et militaires et représentaient le principe de souveraineté ».
Dans cette organisation, il est distingué les mandements comtaux, appartenant directement au comte de Genève, les mandements seigneuriaux appartenant à de grands seigneurs, enfin, certains mandements sont considérés comme mixtes, car en partie gérés par le comte et un seigneur (exemple de la châtellenie de Duingt).
La liste des châtellenies varient selon les périodes. Léon Ménabréa, dans son ouvrage Des origines féodales dans les Alpes occidentales (1865), donne la nomenclature des mandements ou châtellenies, au XIIe siècle (alors qu'elles ont été mises en place au siècle suivant), suivante :
- Châtellenie d'Annecy
- Châtellenie de Thônes
- Châtellenie de La Roche
- Châtellenie de Cruseilles
- Châtellenie de Rumilly
- Châtellenie d'Alby
- Châtellenie de Duingt (Duing)
- Châtellenie de Grésy (Graisy)
- Châtellenie de Cessens
- Châtellenie de Chaumont
- Châtellenie de Ternier
- Châtellenie de Clermont
- Châtellenie de Mornex (Mornay)
- Châtellenie d'Hauteville
- Châtellenie de Châtel (en Genevois/Semine)
- Châtellenie de La Balme et La Bâtie
- Châtellenie de Gruffy
- Châtellenie de Cusy (jusqu'en 1287)
- Châtellenie de Ballaison
- Châtellenie de Gaillard
- Châtellenie de Charousse (Charosse)
- Châtellenie de La Corbière
- Châtellenie d'Arlod ou de Rumilly-sous-Cornillon

### Châtellenies comtales
Liste des mandements comtaux au XIVe siècle, selon Pierre Duparc :
- Châtellenie d'Alby
- Châtellenie d'Annecy
- Châtellenie d'Arlod
- Châtellenie de Ballaison
- Châtellenie de La Balme et La Bâtie
- Châtellenie de Beauregard
- Vidomnat des Bornes ou Métralie des Bornes, dépourvu de centre[31]
- Châtellenie de Cessens
- Châtellenie de Charousse
- Châtellenie de Châtel (en Genevois/Semine)
- Châtellenie de Chaumont
- Châtellenie de Clermont
- Châtellenie de La Corbière
- Châtellenie de Cruseilles
- Châtellenie de Duingt
- Châtellenie de Gaillard
- Châtellenie de Gruffy
- Châtellenie de Hauteville
- Châtellenie de Mornex
- Châtellenie de La Roche
- Châtellenie de Rumilly
- Châtellenie de Rumilly-sous-Cornillon
- Châtellenie de Ternier
- Châtellenie de la Val des Clets (ou Clefs), puis de Thônes (1340)

### Châtellenies seigneuriales
Liste des mandements seigneuriaux, notamment au XIVe siècle, selon Pierre Duparc :
- Châtellenie de Genève et ses environs
- Châtellenie de Hauteville
- Châtellenie de Menthon
- Châtellenie de Montfalcon et le bourg neuf d'Albens
- Châtellenie de Viry

## Possessions
Liste non exhaustive des possessions tenues en nom propre ou à titre de fief des comtes de Genève :
- château d'Arlod, à Bellegarde-sur-Valserine ;
- château de Beauregard, à Chens-sur-Léman (XIIIe siècle - 1393) ;
- château de Château-Neuf, à Cessens (av. 1316) ;
- château de Château-Vieux, à Cessens (XIIIe-1385) ;
- château de Grésy, à Grésy-sur-Aix, cité en 1289 ;
- château de La Sallaz, à Beaufort (?-1394) ;
- château de Montfalcon, à La Biole (1305).